# Maud Duff

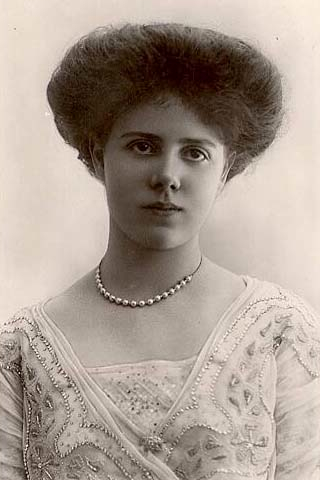
Maud van Fife

Maud Alexandra Victoria Georgina Bertha Duff (Londen, 3 april 1893 – aldaar, 14 december 1945) was als kleindochter van koning Eduard VII van het Verenigd Koninkrijk lid van het Britse koninklijk huis. Zij en haar zus Alexandra hadden als kleindochters van een Brits vorst in vrouwelijke lijn geen recht op een koninklijke titel maar kregen van hun grootvader de titel prinses en de aanspreektitel “Hoogheid”.

## Jeugd
Maud was het tweede kind van Alexander Duff en prinses Louise van het Verenigd Koninkrijk, dochter van de Britse koning Eduard VII. Bij haar geboorte was ze vijfde in lijn voor troonopvolging. Als kleindochter in vrouwelijke lijn van een Brits monarch had Maud geen recht op de titel van prinses, maar kreeg ze de naam Maud Duff, als dochter van een hertog. Haar vader had zijn hertogelijke titel twee dagen na zijn huwelijk met haar moeder ontvangen.
In 1900 kreeg haar vader een nieuwe titel, ook Hertog van Fife, met daarbij de aantekening dat deze titel ook over kon dragen op een dochter bij gebrek aan een mannelijke opvolger. Maud werd hierdoor tweede in de lijn van opvolger in dat hertogdom Fife, na haar oudere zus Alexandra. In 1905 benoemde koning Eduard VII, haar grootvader, haar moeder tot Princess Royal. Ook besloot hij dat Alexandra en haar zusje Maud de titel “prinses” en de aanspreektitel “Hoogheid” zouden krijgen. Dit zonder verdere aanduiding. Vanaf dat moment ging Maud dus door het leven als Hare Hoogheid Prinses Maud.

## Huwelijk
Op 12 november 1923 trad prinses Maud in Londen in het huwelijk met Charles Carnegie, de oudste zoon van Charles Noel Carnegie, de 10e graaf van Southesk. Charles had de titel “Lord Carnegie” als zoon van een graaf, waardoor Maud na hun huwelijk de titel “Lady Carnegie” kreeg. Toch bleef Maud haar hogere, prinselijke titel gebruiken. Haar oom, koning George V, was het echter niet eens met zijn vaders beslissing om Alexandra en Maud een prinselijke titel te geven, dus noemde Maud zich in het vervolg Lady Carnegie, al was er geen officieel verbod op het gebruik van haar prinselijke titel en behield ze natuurlijk haar titels tot aan haar dood. Charles erfde echter de titel “graaf van Southesk” na zijn vaders dood in 1941, waarna Maud de gravin van Southesk werd. 
Uit het huwelijk van Maud en Charles werd in 1929 één zoon geboren: James Carnegie. 

## Verdere levensloop
Hoewel Maud lid was van de Britse koninklijke families, nam ze over het algemeen geen deel aan openbare verplichtingen. Ze was wel aanwezig bij de kroning van haar oom tot George V in 1911 en van haar neef tot George VI in 1937. Ook trad ze, net als haar oudere zus, op als regentes in 1943. 
Ten tijde van haar dood in 1945 was ze dertiende in lijn voor de Britse troonopvolging en eerste in lijn voor het Hertogdom van Fife vanwege de dood van Alexandra’s enige zoon Alastair. Alexandra werd dan ook opgevolgd door haar enige zoon James in 1959. Ook kreeg hij zijn vaders titels in 1992.
Prinses Maud stierf in een verzorgingshuis in Londen in december 1945, na een aanval van hevige bronchitis.

## Titels
- Lady Maud Duff (1893-1905)
- Hare Hoogheid Prinses Maud van Fife (1905-1923)
- Lady Carnegie (1923-1941)
- De Hooggeboren Gravin van Southesk (1941-1945)